# Fédération du Groenland de football
La Fédération du Groenland de football (en groenlandais Kalaallit Nunaanni Isikkamik Arsaattartut Kattuffiat, en danois Grønlands Boldspil-Union) est une association regroupant les clubs de football du Groenland et organisant les compétitions nationales et les matchs internationaux des sélections nationale masculine de football, nationale féminine de football et nationale masculine de futsal.
La fédération nationale du Groenland est fondée en 1971. Elle n'est affiliée ni à la FIFA, ni à la CONCACAF, ni à l'UEFA. Elle fut affiliée à la NF-Board de 2005 à 2013.
76 clubs sont affiliés à la fédération qui regroupent environ 4 000 membres, soit un peu moins de 10 % de la population de l'île.
Elle est membre de l'Association internationale des jeux des îles (IIGA) depuis 1985, participe au tournoi masculin de football aux Jeux des Îles depuis 1989 et 2007 pour la sélection féminine.
La Fédération du Groenland de football est membre de la Fédération sportive du Groenland.
EN 2018 la Fédération du Groenland de football rejoint la Confédération des associations de football indépendantes

## Les dirigeants de la Fédération du Groenland de football
Liste des présidents de la GBU
| Nom              | Période              |
| ---------------- | -------------------- |
|                  | 1971-2011            |
| Lars Lundblad    | 2011-2014            |
| John Thorsen     | 2014-2017            |
| Gert Fleischer   | juillet-octobre 2017 |
| John Thorsen     | 2017-2019            |
| Finn Meinel      | 2019-2021            |
| Benjamin Kielsen | 2021-2023            |
| Kenneth Klein    | 2023-en cours        |

## Organisation de compétitions
La GBU organise également toutes les autres compétitions à caractère national :
Compétitions de football masculin
- Championnat du Groenland de football

Compétitions de football féminin
- Championnat du Groenland féminin de football

## Palmarès des équipes nationales
Palmarès des équipes du Groenland en compétitions officielles
| Équipe masculine du Groenland           |                                             |
| Coupe du Groenland                      | Finaliste en 1983 et 1984 Troisième en 1980 |
| Coupe ELF                               | Cinquième en 2006                           |
| FIFI Wild Cup                           | Cinquième en 2006                           |
| Jeux des Îles                           | Finaliste en 2013 et 2017                   |
| Équipe féminine du Groenland            |                                             |
| Jeux des Îles                           | Finaliste en 2013 Troisième en 2011         |
| Équipe masculine du Groenland de futsal |                                             |
| Coupe nordique de futsal                | Cinquième en 2016, 2017 et 2018             |
| Coupe Generali Vsetín                   | Finaliste en 2017                           |
| Tournoi International de futsal 4 CUP   | Troisième en 2018                           |
| Futsal Autmn Cup Poreč                  | Sixième en 2019                             |

Palmarès individuel de l'équipe du Groenland